# Costigo
Costigo is een geslacht van weekdieren uit de klasse van de Gastropoda (slakken).

## Soort
- Costigo saparuana (Boettger, 1891)